# Gerald Bernhard
Gerald Bernhard (* 12. August 1956 in Jugenheim) ist ein deutscher Romanist.

## Leben
Nach der Promotion 1987 an der Universität Heidelberg und der Habilitation 1995 in Regensburg wurde er 2002 Professor für romanische Philologie, insbesondere italienische, französische und rumänische Sprachwissenschaft in Bochum.

## Schriften (Auswahl)
- Die volkstümlichen Pflanzennamen im Val d'Aran (Zentralpyrenäen). Wilhelmsfeld 1988, ISBN 3-926972-00-9.
- Das Romanesco des ausgehenden 20. Jahrhunderts. Variationslinguistische Untersuchungen. Tübingen 1998, ISBN 3-484-52291-7.